# Ytspänning (film)
Ytspänning är en svensk kortfilm från 1991 i regi av Håkan Bjerking. Filmens musik gjordes av Michael B. Tretow.

## Handling
En kvinna släpper en fjäder och en silverring på en vattenyta och en man sprutar med hjälp av en pipett tvållösning i vattnet så att ytspänningen släpper.

## Rollista
- Lena Raeder
- Gudmar Wivesson

### Fotnoter
1. 1 2  ”Ytspänning”. Svensk Filmdatabas. http://sfi.se/sv/svensk-filmdatabas/Item/?itemid=38271&type=MOVIE&iv=Basic. Läst 3 augusti 2012.